# Schweizer Badmintonmeisterschaft 2007
Die Schweizer Badmintonmeisterschaft 2007 fand vom 1. bis zum 4. Februar 2007 in Lyss in der Sportanlage Grien im Oberen Aareweg statt. Ausrichter war der Badminton Club Lyss. 

## Finalergebnisse
| Disziplin    | Sieger                             | Finalist                         | Ergebnis          |
| ------------ | ---------------------------------- | -------------------------------- | ----------------- |
| Herreneinzel | Christian Bösiger                  | Olivier Andrey                   | 17:21 21:18 21:9  |
| Dameneinzel  | Jeanine Cicognini                  | Sabrina Jaquet                   | 21:6 21:8         |
| Herrendoppel | Michael Andrey Christian Bösiger   | Simon Enkerli Roman Kunz         | 21:13 21:17       |
| Damendoppel  | Sabrina Jaquet Corinne Jörg        | Justine Ling Tenzin Pelling      | 22:20 20:22 21:7  |
| Mixed        | Anthony Dumartheray Sabrina Jaquet | Jean-Michel Zürcher Corinne Jörg | 21:10 18:21 21:12 |